# Singularité technologique

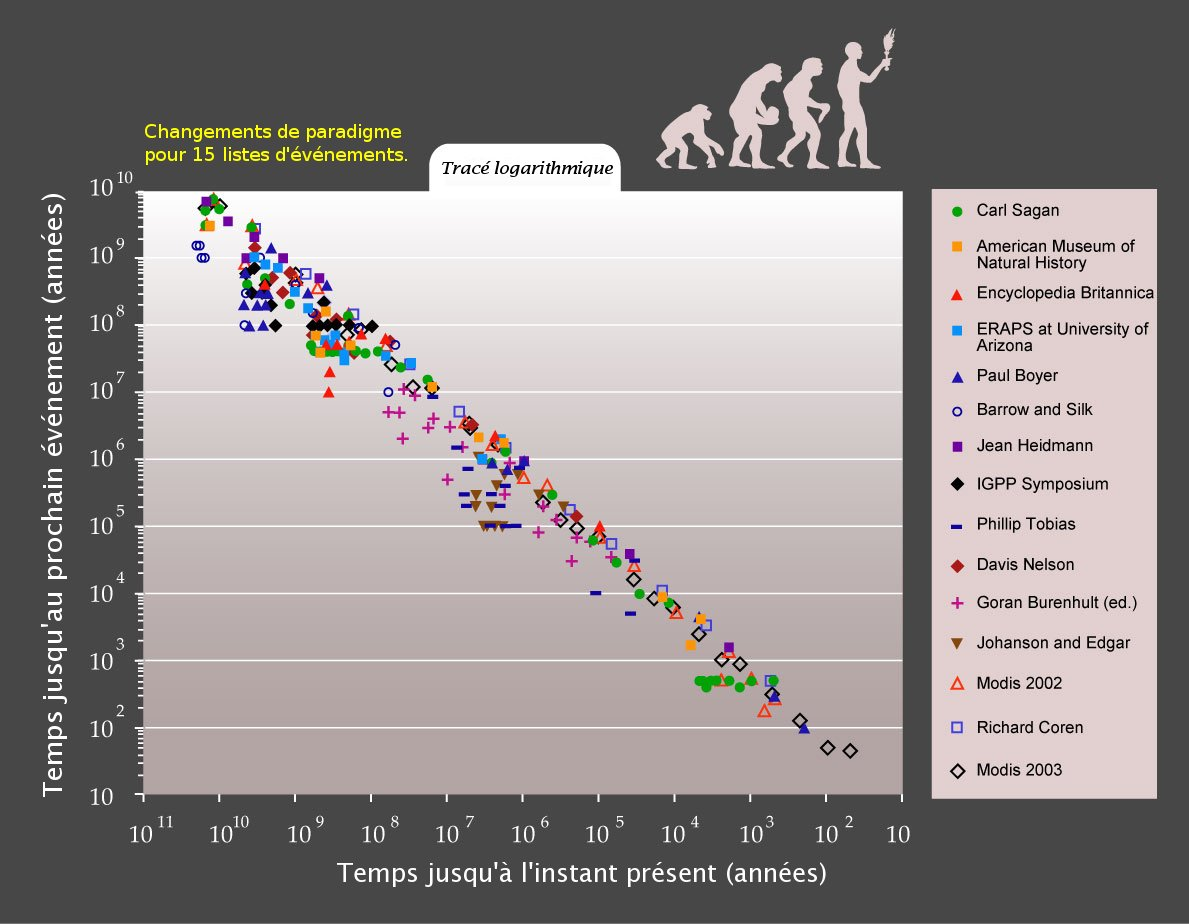
Lorsqu’on représente sur un graphe logarithmique quinze listes différentes d’événements de l'histoire humaine, le graphe mettrait en évidence une tendance exponentielle. Listes préparées entre autres par Carl Sagan, Paul D. Boyer, lEncyclopædia Britannica, le musée américain d'histoire naturelle et l'université de l'Arizona, compilées par Ray Kurzweil.

La singularité technologique (ou plus simplement singularité) est l'hypothèse selon laquelle l'invention de l'intelligence artificielle déclencherait un emballement de la croissance technologique qui induirait des changements imprévisibles dans la société humaine.
Au-delà de ce point, le progrès ne serait plus l’œuvre que de systèmes d'intelligence artificielle qui s’auto-amélioreraient, de nouvelles générations de plus en plus intelligentes apparaissant de plus en plus rapidement dans une « explosion d'intelligence », débouchant sur une puissance superintelligence qui dépasserait qualitativement de loin l'intelligence humaine,,.
Le risque serait que l'humanité perde le contrôle de son destin. Dans son essai La venue de la singularité technologique, l'auteur de science-fiction Vernor Vinge explique que, selon lui, l'atteinte de cette singularité signifierait la fin de l'ère humaine. La nouvelle superintelligence continuerait alors à s'améliorer et à évoluer technologiquement à une vitesse incompréhensible pour les humains.
La notion de singularité technologique a été envisagée par John von Neumann dès les années 1950 et ses conséquences ont été débattues dans les années 1960 par I. J. Good. Raymond Kurzweil a affirmé à plusieurs reprises que la singularité technologique surviendrait vers 2045, dont dans son livre The Singularity Is Near (2005) et lors de conférences comme celle du SXSW à Austin, Texas., cofondateur de la Singularity University,.
La possibilité ou la date de survenue de cet évènement hypothétique fait toutefois débats entre scientifiques. Plusieurs experts en IA et futurologues ou transhumanistes l’attendent pour la fin des années 2020, et d'autres comme Yan Lecun estiment qu'il n'arrivera jamais.

## Émergence du concept
L'idée de présenter l'évolution exponentielle de la technologie remonte au moins à 1932, avec John B. Sparks et son « histocarte de l’évolution ». Vers la même époque, cette idée a été critiquée par le cybernéticien Heinz von Foerster (secrétaire des conférences Macy auxquelles a participé John von Neumann, entre autres), en soutenant que les souvenirs s'estompent naturellement d'une manière exponentielle.
Même si le concept de singularité ne s’est développé qu'au cours des deux dernières décennies du XXe siècle, l’origine du terme remonte en fait aux années 1950 :

« L’une des conversations avait pour sujet l’accélération constante du progrès technologique et des changements du mode de vie humain, qui semble nous rapprocher d’une singularité fondamentale de l’histoire de l’évolution de l’espèce, au-delà de laquelle l’activité humaine, telle que nous la connaissons, ne pourrait se poursuivre. »

— Stanislaw Ulam, mai 1958, au sujet d’une conversation avec John von Neumann
Dans sa conférence du 22 juin 1955, « Psychanalyse et cybernétique ou de la nature du langage », Jacques Lacan relève, à son époque, un bougé des lignes du côté de la science, frémissement qu’il perçoit ainsi : « quelque chose est passé dans le réel, et nous sommes à nous demander — peut-être pas très longtemps, mais des esprits non négligeables le font — si nous avons une machine qui pense. » (cette citation fut à plusieurs reprises extraite de son contexte et attribuée à tort à John von Neumann lui-même).
En 1965, Irving John Good décrit un concept de singularité plus proche de son acception actuelle, dans le sens où il inclut l’arrivée d’intelligences artificielles générées par une première amorçant le phénomène.
Le terme de singularité ne désigne pas une croissance devenant infinie à l'instar d'une singularité mathématique, mais représente le fait que les modèles prédictifs existants ne sont plus appropriés à sa proximité, de la même façon que les modèles physiques actuels ne sont plus adaptés au voisinage d’une singularité de l'espace-temps.

## La singularité vingienne
Le concept de « singularité technologique » fut repopularisé en partie grâce au mathématicien et auteur Vernor Vinge. Vinge a commencé à parler de la singularité dans les années 1980 et a formulé ses idées dans son premier article sur le sujet en 1993 : l’essai Technological Singularity. Il y postule que, d’ici trente ans, l’humanité aurait les moyens de créer une intelligence surhumaine mettant un terme à l’ère humaine. Depuis, la singularité a été le sujet de nombreuses nouvelles et essais futuristes.
Vinge écrit que des intelligences surhumaines, créées par des humains aux capacités augmentées cybernétiquement ou par d'autres intelligences artificielles moins développées, seraient capables d’améliorer leurs propres capacités plus efficacement que les esprits humains les ayant conçues. Ainsi, une spirale de progrès de plus en plus rapide amènerait à des progrès technologiques très importants en une courte période de temps.
La singularité peut être vue comme la fin des civilisations humaines actuelles et le début d’une nouvelle organisation. Dans son œuvre, Vinge s’interroge sur les raisons de cette fin et conclut que les humains pourraient s'organiser pendant la Singularité en une forme supérieure d’intelligence. Après la création de cette intelligence « surhumaine », les humains seraient, d’après Vinge, des formes de vie ayant une moindre influence sur le développement du monde, plutôt membres participants à un système que « pilotes dans l'avion ».

## Explosion d'intelligence

Estimations de la puissance de traitement nécessaire pour émuler un cerveau humain à différents niveaux, ainsi que du supercalculateur le plus rapide du TOP500, cartographié par année, et d'une ligne de tendance. Détermination exponentielle, avec l'hypothèse du doublement de la puissance de calcul tous les 1,1 an pour la ligne de tendance.

Le terme « explosion d'intelligence » a été mentionné dès 1965 par Irving John Good :

« Mettons qu’une machine supra-intelligente soit définie comme une machine capable de largement surpasser l'humain, aussi brillant soit-il, dans toutes les tâches intellectuelles. Comme la conception de telles machines est l’une de ces activités intellectuelles, une machine supra-intelligente pourrait concevoir des machines encore meilleures ; il y aurait alors sans conteste une « explosion d’intelligence », et l’intelligence humaine serait très vite dépassée. Ainsi, l’invention de la première machine supra-intelligente est la dernière invention que l’Homme ait besoin de réaliser. »

Selon Jeff Hawkins en 2008 :

« Le terme Singularité appliqué à des machines intelligentes se réfère à l'idée que lorsque des machines intelligentes pourront concevoir des machines intelligentes, plus intelligentes qu'elles, cela provoquera une croissance exponentielle de l'intelligence des machines conduisant à une singularité de l'intelligence à l'infini (ou du moins immense). La croyance en cette idée se fonde sur une conception naïve de ce qu'est l'intelligence. Par analogie, imaginez que nous ayons un ordinateur qui pourrait concevoir de nouveaux ordinateurs (puces, systèmes et logiciels) plus rapides que lui-même. Est ce qu'un tel ordinateur produirait infiniment des ordinateurs ou même des ordinateurs plus rapides que ce que les humains pourraient construire d'eux-mêmes ? Non, cela pourrait accélérer le rythme des améliorations pour un certain temps, mais à la fin il y a des limites de taille et de vitesse. Nous arriverions au même résultat, nous aurions tout simplement été un peu plus rapides en prenant des risques. Et il n'y aurait eu aucune singularité. »

## Prédictions
En 1964, Irving John Good a prédit qu'il y avait plus d'une chance sur deux pour qu'une machine ultra-intelligente soit créée au 20e siècle. Vernor Vinge a écrit en 1993 qu'il serait surpris si des intelligences supérieures à l'humain n'étaient pas créées entre 2005 et 2030. Ray Kurzweil a prédit en 2005 une IA de niveau humain vers 2029, et la singularité en 2045. Il a réaffirmé ces prédictions en 2024,. Hans Moravec a prédit en 1988 que si les progrès continuent à la même vitesse, les capacités de calcul nécessaires pour l'IA de niveau humain seraient accessibles dans les superordinateurs en 2010. En 1998, il a prédit l'IA de niveau humain d'ici 2040, et dépassant grandement l'humain d'ici 2050.

## Accélération du progrès

Représentation des grandes avancées sur une échelle temporelle.

Raymond Kurzweil, un futuriste et inventeur (il a notamment inventé différents modèles de synthétiseurs), a proposé des théories étendant la loi de Moore à des formes de calcul autres qu’informatiques, qui suggèrent que les phases de croissance exponentielle du progrès technologique feraient partie de motifs visibles à travers toute l’histoire humaine et même avant, dès l’apparition de la vie sur Terre, en prenant en compte sa complexification biologique. D’après Kurzweil, ce motif aboutit au XXIe siècle à un progrès technologique inimaginable, ce qui ne veut pas dire infini.
Pour se représenter de manière abordable l'accélération de la vitesse, la vitesse étant le progrès, ce serait identique à un changement de vitesse sur une voiture ou un vélo : ce qui correspond à changer pour un rapport de couple supérieur permettant d'atteindre une vitesse supérieure, ce qui équivaut à plus de progrès pour une même valeur temporelle[réf. nécessaire].
La vitesse des flux, la vitesse d'apprentissage dans une société sont des composantes pouvant définir des limites systémiques dans la société[réf. nécessaire].
La question sera donc de savoir si toute l'humanité voudra changer de vitesse, ce qui pourrait par conséquent redéfinir la notion d'humanité, ou s’il y aura une humanité qui préférera rester à sa vitesse, ou peut être que l'avènement de la singularité se passera « trop vite » et personne ne pourra réagir : en prendre conscience avec un temps de réaction et d'observation à la vitesse humaine, puis la réaction politique, et législative[réf. nécessaire].
La définition de la singularité technologique serait alors : un progrès technologique si rapide que cela dépasse la capacité des humains à la contrôler ou à la prédire, à la comprendre et à réagir à temps. Quelles sont les conséquences à long terme de la révolution industrielle pour l'humanité ? Et n'est-ce pas déjà une forme de singularité ?
Les questions d'ordre philosophique surgissent : l'« humain » est-il dépassé, et y a-t-il un mal à accepter ses limites naturelles ? Y a-t-il un mal à vouloir s'améliorer ? Peut-on raisonnablement refuser le téléphone portable, dans notre société, et quelles en sont les conséquences ? Vous pouvez remplacer pour l'exemple l'outil téléphone portable par tout autre gadget à se greffer en permanence pour augmenter les capacités humaines. Slavoj Žižek pointe ce manque de réflexion de la société, et le manque d'attention voire de capacité et de temps pour la population, pour analyser et comprendre des grands problèmes philosophiques qui s'annoncent : OGM, manipulation génétique, cure génétique, intelligence artificielle, etc.

### Améliorations matérielles

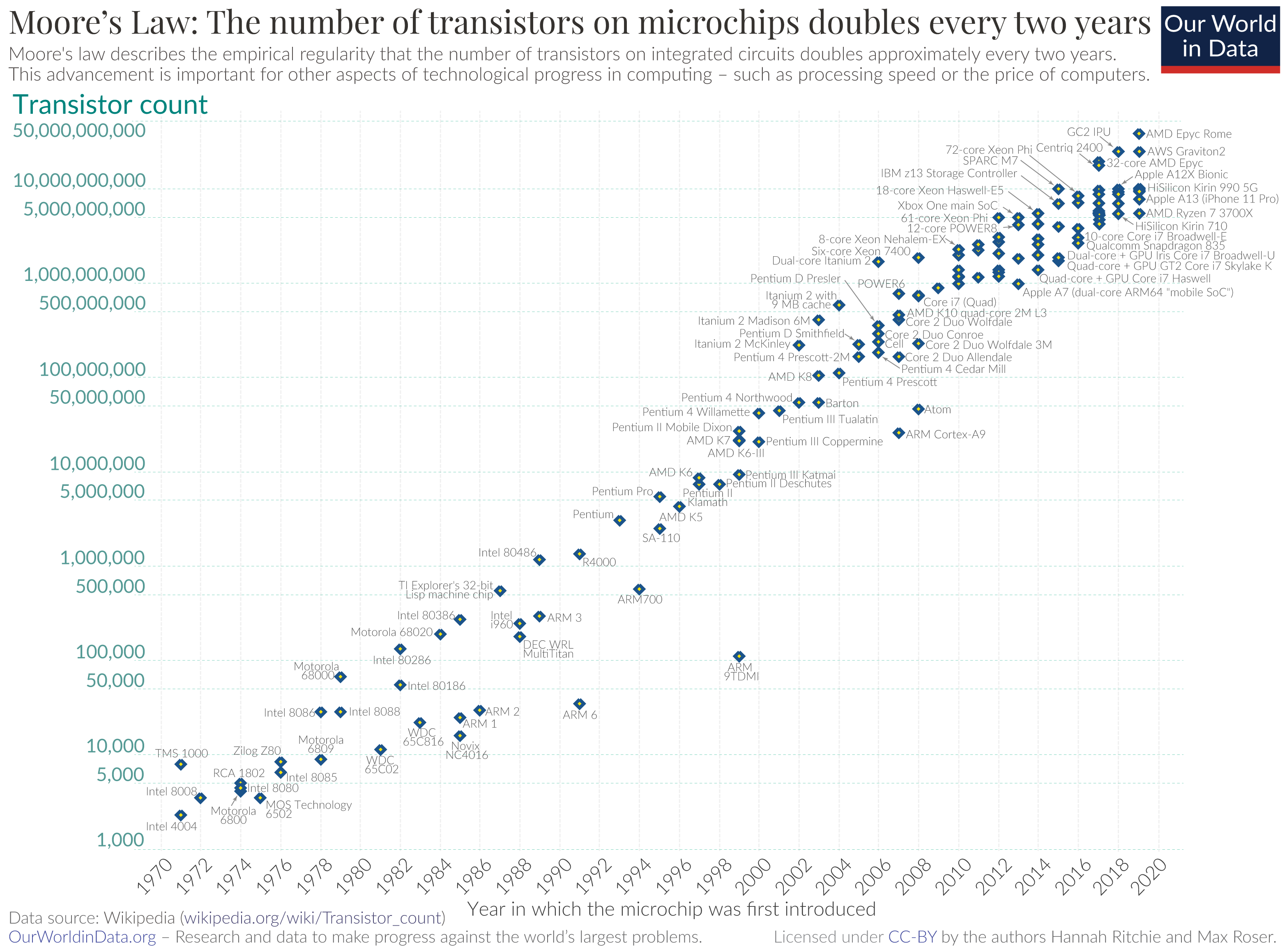
Évolution de la loi de Moore jusqu'en 2020.

La loi de Moore est l'observation selon laquelle le nombre de transistors sur les circuits intégrés double tous les deux ans. Elle permet en particulier de prédire l'évolution des capacités de mémoire. Elle s'est avérée correcte pendant des décennies, mais cette croissance semble s'être finalement ralentie, du fait des limites physiques de la miniaturisation,.
L'intelligence artificielle moderne repose cependant beaucoup sur les cartes graphiques, dont les capacités semblent croître à un rythme exponentiel. Similairement à la loi de Moore, la « loi de Huang » prédit que les capacités des cartes graphiques vont plus que doubler tous les deux ans. Une étude estime, elle, que les performances des cartes graphiques doublent tous les 2,5 ans.
L'informatique quantique pourrait accélérer drastiquement certains types de calcul, mais n'a pas la même polyvalence que les ordinateurs classiques.
Les capacités de calcul pourraient aussi être améliorées en créant des puces en 3 dimensions, qui empilent verticalement plusieurs couches de transistors.

## Enjeux
Le futuriste Jamais Cascio estime en 2007 qu'il est important que la singularité se base sur des valeurs de démocratie, d'ouverture, de transparence et de libre accès.

### Transhumanisme
D’après l’idéologie transhumaniste, dont l’entrepreneur et directeur de l’ingénierie de Google Ray Kurzweil est le principal théoricien, la singularité technologique ressemble à une promesse eschatologique qui prédit une transformation profonde et radicale des sociétés humaines grâce au développement surprenant de l’intelligence artificielle (IA). Les dynamiques vertigineuses des IA associées aux progrès dans les champs des nanotechnologies, biotechnologies, informatique et sciences cognitives (NBIC) conduiront probablement selon les transhumanistes à la fusion de l’homme avec la machine, à l’union du biologique avec la technologie, ce dont les effets pratiques seront de résoudre les problèmes humains les plus complexes (moraux, culturels, économiques, politiques, etc.) et même d’éradiquer la mort. La fusion effective de l’homme avec l’intelligence artificielle annoncerait la naissance d’une nouvelle humanité qui bénéficierait des capacités analytiques d’un superordinateur et qui serait débarrassée des inconvénients du corps biologique.

Au sein de la pensée anarcho-transhumaniste (un courant anarchiste anticapitaliste combinant des idées du transhumanisme), certains penseurs nuancent cette "singularité technologique" en préférant parler plutôt d'une "singularité sociale". Le militant anarcho-transhumaniste américain William Gillis explique cela dans son article Anarchy and Transhumanism :
Ainsi, de manière générale, le développement technologique tend à faire pencher le rapport de force en faveur des minorités, les aidant à résister à la domination, et rend les habitudes culturelles du consensus et de l’autonomie essentielles, car tout le monde y gagne une forme de veto. Similairement, les technologies de l’information permettent des boucles de rétroaction positives et augmentent la complexité de nos structures socioculturelles. [...] Elles offrent une capacité de résistance incroyable en rendant le contrôle de masse de plus en plus dur. Ce qui est “cool” change si vite et est si divers et imprévisible que les politiciens et les entreprises trébuchent de plus en plus en essayant de l’exploiter. Les anarcho-transhumanistes ont défendu l’idée que cette complexité socioculturelle rétroactive constitue une singularité, non pas technologique mais sociale—un phénomène par lequel des découvertes s’alimentent collaborativement elles-mêmes et grandissent trop vite pour être prédites ou contrôlées. La Silicon Valley tente désespérément d’éviter la réalité du fait que la profitabilité de l’entière industrie de la publicité est en baisse. Depuis la démocratisation d’Internet, les gens ont commencé à apprendre, et, de manière générale, les publicitaires ont de moins en moins d’impact.
Les anarcho-transhumanistes nuancent également au sujet d'un éventuel grand progrès de l'Intelligence artificielle (en particulier de l'Intelligence artificielle "générale"). William Gillis critique ainsi certains transhumanistes non-libertaires qui seraient trop fixés et concentrés sur le développement de l'Intelligence Artificielle (I.A), ces transhumanistes non-anarchistes délaissant ainsi le développement du progrès social :
Il y a un courant notable dans les cercles transhumanistes non-anarchistes qui se concentre sur le développement des IA, avec pour but de résoudre le problème du contrôle d'un esprit plus intelligent que le nôtre. Beaucoup de transhumanistes sont convaincus que l’IA va accéder à une augmentation auto-entraînée de sa propre intelligence qui lui permettra de changer le monde. Pour les anarchistes, cette fixation est ridicule étant donnée les milliards d’esprits déjà vivants et criminellement sous-estimés. Si nous voulions libérer l’intelligence potentielle dans notre société, alors le chemin le plus sûr et le plus rapide serait de libérer et aider à s'émanciper tous les potentiels Einstein actuellement abandonnés dans des bidonvilles, des favelas, des mines à ciel ouvert et dans des champs partout sur Terre. [...] Plutôt qu’une course à l’Intelligence artificielle générale, beaucoup d’anarcho-transhumanistes ont défendu que nous devrions plutôt nous concentrer sur les bienfaits des technologies qui améliorent ou étendent nos connexions entre nous, pour que nous puissions collectivement dépasser n’importe quelle IA.

## Sceptiques et critique des singularistes
(13 novembre 2023).
Des personnalités du monde de l'IA reconnaissent les progrès fulgurants de l’IA, mais jugent néanmoins qu'il existe encore des limites technologiques, philosophiques et biologiques lointaines ou infranchissables pour l’émergence d’une superintelligence autonome. Yan Lecun, directeur scientifique de l’IA chez Meta, estime qu'on ne pourra jamais émuler ni répliquer l’intelligence humaine dans toute sa complexité, car selon lui l'IA ne peut avoir une conscience, intuition et créativité véritable ; Jeff Hawkins (neuroscientifique et fondateur de Numenta) critique la pertinence de l’idée de singularité, estimant qu’elle repose sur une conception naïve de ce qu’est l’intelligence ; John Searle (philosophe) soutient que les machines ne peuvent pas "penser" au sens humain du terme, faute de conscience et d’intentionnalité propre ; Steven Pinker (psychologue cognitif), classe les prédictions sur la singularité dans la science-fiction car l’intelligence humaine est, selon lui, trop liée à des contextes biologiques et sociaux pour être intégralement simulée ; Theodore Modis, physicien et futurologue, estime en 2017, plus prudemment, sept ans après une première critique de la plausibilité d'une singularité technologique, qu’« une courbe exponentielle ne mène pas nécessairement à une singularité, mais peut simplement croître indéfiniment sans rupture brutale » ; mais que néanmoins en 2015 « une chose est de faire des progrès multiples dans de nombreux domaines, autre chose est que ceux-ci convergent à terme vers une intelligence artificielle forte ou une AGItelle que la prévoyait RK à l’horizon 2045/2050 .... Nous n’en sommes pas encore là, ce qui n’est pas complètement anormal en 2015, mais là encore on est sur la trajectoire envisagée par RK ».

### Critique du modèle scientifique
Des auteurs, sans critiquer directement la notion de singularité, remettent en question l'idée d'accélération technologique.
Le concept de singularité ne tient pas compte des besoins et des ressources disponibles en énergie. Soit il postule des ressources infinies, soit il estime sans le démontrer que les besoins ne changeront que peu. Accessoirement, il ne tient pas compte de la limite quantique à laquelle la miniaturisation des composants électroniques se heurtera nécessairement un jour, ni de perturbations négligeables aux échelles actuelles et qui ne le resteront pas forcément à d'autres échelles (particules alpha, etc.) ; à moins que l'ordinateur quantique ne prenne le relais des composants traditionnels...
Les hypothèses relatives à la Singularité sont régulièrement critiquées pour leur manque de solidité scientifique. Theodore Modis rappelle par exemple qu'une courbe exponentielle ne débouche sur aucune singularité, mais continue à croître à l'infini, mais 7 ans plus tard, il revient sur ce point de vue en étant plus nuancé ; et à propos de la loi de Moore, il dit que « si les chemins pris par l’évolution technologique n’ontpas tous été ceux envisagés, la trajectoire et les idées essentielles de RK n’ont pas été, contredites par les faits...et que l'hypothèse qu'elles puissent se poursuivre, ne peut être rejetée (...) Tout ceci pour constater que, même si on n’est pas d’accord avec tout ou partie de ce que représente Ray Kurtzweil, et avec tout ce qui est agrégé autour du concept de singularité (technologique), 10 ans après la sortie de son ouvrage il semble bien que, les fondements de ses thèses sur l’évolution du progrès technologique et l'état d'avancement des applications qu'il envisageait, sont globalement acceptées, et qu’en terme de trajectoire de cette évolution nous sommes en 2015, globalement en ligne. ».
Pour Jonathan Huebner « la preuve avancée indique que le rythme de l'innovation a atteint un pic il y a environ un siècle et est maintenant en déclin. Ce déclin est le plus probablement dû à une limite économique de la technologie ou à une limite du cerveau humain que nous approchons. Nous avons déjà parcouru 85 % du chemin qui nous sépare de cette limite, et le rythme du développement technologique diminuera à chaque année écoulée. »,.
De telles analyses se retrouvent en 2006 chez Bob Seidensticker ou chez David Bodanis.
Il existe bien des limites politiques, économiques, militaires (et stratégiques), des limites en ressources, et surtout la connaissance et les découvertes technologiques ont également leurs limites, ce que ne nie pas Ray Kurzweil[réf. souhaitée], mais l'explosion de l'IA générative dans les années 2020 démentent les hypothèses de Hyber et Seidensticker et confortent encore les prédictions de Kurzweil.

### Critique dialectique
Plusieurs auteurs critiquent vivement la notion de singularité, notamment telle que développée par Ray Kurzweil.
En 2006, Theodore Modis écrivait : « Ce que je veux dire est que Kurzweil et les singularistes sont impliqués dans une sorte de para-science, qui diffère des vraies sciences en termes de méthodologie et de rigueur. Ils ont tendance à négliger les pratiques scientifiques rigoureuses telles que se concentrer sur les lois naturelles, donner des définitions précises, vérifier les données méticuleusement, et estimer les incertitudes. […] Kurzweil et les singularistes sont plus des croyants que des scientifiques. »,. Modis a depuis changé son point de vue et reconnait que Kurzweil pourrait peut-être avoir raison.
Selon Ted Gordon, autre détracteur des hypothèses de Kurzweil : « Kurzweil avance un argument frappant au sujet de l'accélération du changement. Il utilise de nombreuses courbes de croissance exponentielles, principalement concernant l'électronique, les nano-technologies et les ordinateurs, mais en incluant Internet et la biologie. Il montre une croissance similaire avec le PIB américain et le PIB par habitant. Il utilise aussi comme source majeure le travail de Modis sur le raccourcissement du temps entre les changements de paradigme. Il argumente en faveur de l'accélération du taux passé d'accélération et par conséquent de l'inévitabilité de la continuation de cet élan. Cependant, l'extrapolation sous toutes ses formes est dangereuse et condamnée en fin de compte à être fausse »,.
Drew McDermott, sans être aussi sévère, s'inquiète des conséquences de ce genre de littérature pour les recherches en Intelligence Artificielle : « Bien que je ne pense pas que Kurzweil ait prouvé son affirmation à propos de l'IA (et je n'ai rien à dire à propos de ses arguments concernant la génétique, les nano-technologies, la politique ou l'écologie), il pourrait voir juste. Mais juste ou faux, j'aimerais qu'il arrête d'écrire de tels livres ! Le domaine de l'IA est régulièrement empesté de lubies qui semblent surgir à la moindre perturbation »,.

## La singularité technologique dans la fiction
- Immortel, roman de José Rodrigues dos Santos
- Avengers : L'Ère d'Ultron de Joss Whedon[47]
- Terre et Fondation du Cycle de Fondation, ensemble de nouvelles et romans d'Isaac Asimov
- La Culture, univers fictif créé par Iain M. Banks
- Accelerando, roman de Charles Stross
- Waking Life, film d'animation de Richard Linklater
- Rainbows End, roman de Vernor Vinge
- Dans la dèche au royaume enchanté (Down and Out in the Magic Kingdom), roman de Cory Doctorow
- Three Worlds Collide, nouvelle de Eliezer Yudkowsky
- The Metamorphosis of Prime Intellect, nouvelle de Roger Williams
- Google Démocratie, roman de Laurent Alexandre et David Angevin (2011)
- Her, film de Spike Jonze
- Terminator, film de James Cameron (1984). La singularité elle-même est dépeinte dans le film Terminator 3 : Le Soulèvement des machines (2003).
- Transcendance, film de Wally Pfister
- Flesh & Foil, poème de Johann A. R. Roduit[48]
- Ghost in the Shell 2: Man-Machine Interface, manga de Masamune Shirow
- Ex Machina, film de Alex Garland (2014)
- Black Mirror, série télévisée (dès 2011)
- Origin, roman de Dan Brown
- Trilogie de l'Âge d'Or, romans de John C. Wright
- L'évolution de la science humaine de Ted Chiang (nouvelle)
- Tau de Federico D'Alessandro (2018)
- 2054 de en: Elliot Ackerman et en:James Stavridis (2024)
- Upgrade de Leigh Whannell (2018)

- Le Robot sauvage, film d'animation de Chris Sanders (2024)

## Dans d'autres domaines
Dans le domaine de l'histoire de la physique, on parle de singularité gravitationnelle (au cœur des trous noirs ou à l’origine du Big Bang, les équations de la relativité générale prédisent des points où la densité et la courbure de l’espace-temps deviennent infinies, rendant les lois physiques inapplicables), de la Singularité nue (hypothèse controversée, selon laquelle une singularité pourrait être observable directement, sans être cachée par un horizon des événements) ; de singularité initiale (moment théorique du Big Bang où toutes les grandeurs physiques seraient infinies, posant des problèmes de compatibilité entre relativité et mécanique quantique) ; et deux hypothèses présentées comme des singularités : effondrement de l'atome de Bohr, catastrophe de l'ultraviolet… n'ont jamais été observées ; elles ont conduit à un changement de modèle à leur voisinage.